# Alessandro D'Alatri
Alessandro D'Alatri (24 de febrer de 1955 - 3 de maig de 2023) va ser un director de cinema, guionista i actor italià. Va començar una carrera com a actor, i més tard es va inscriure a una carrera d'èxit com a director de cinema i televisió.

## Vida i carrera
Nascut a Roma, d'adolescent D'Alatri va ser actiu com a actor teatral i de cinema i va treballar amb Luchino Visconti, Giorgio Strehler i Vittorio De Sica entre d'altres. A la dècada de 1970 va decidir centrar-se en la direcció i, després d'un llarg aprenentatge com a director d'anuncis, inclou un premi al millor director d'AD al Festival Internacional de Creativitat Cannes Lions de 1987, l'any 1991 va dirigir el seu primer llargmetratge, Americano rosso, pel qual va guanyar el David di Donatello al millor director novell. La seva següent pel·lícula, Senza pelle va ser un èxit de crítica i comercial, i va rebre un David di Donatello, un Nastro d'Argento i un Ciak d'oro al millor guió. La seva pel·lícula de 1998 I giardini dell'Eden, una història apòcrifa de Jesús, es va presentar a la competició principal de la 59a Mostra Internacional de Cinema de Venècia.
En els seus últims anys, D'Alatri es va centrar principalment en la televisió, dirigint algunes sèries de televisió d'èxit com I bastardi di Pizzofalcone i Un professore, ambdues protagonitzades per Alessandro Gassmann. També va dirigir diversos vídeos musicals per a artistes notables com Elisa, Laura Pausini, Renato Zero i Negramaro. D'Alatri va morir el 3 de maig de 2023, als 68 anys.

## Filmografia

### Cinema
- Americano rosso (1991)
- Senza pelle (1994)
- Il prezzo dell'innocenza - documentario (1996)
- I giardini dell'Eden (1998)
- Casomai (2002)
- La febbre (2005)
- Commediasexi (2006)
- Sul mare (2010)
- The Startup (2017)

#### Televisió
- Ritratti d'autore - sèrie de televisió, 1 episodi (1996)
- Alfabeto italiano - sèrie de televisió, 1 episodi (1998)
- La scuola della notte - telefilm (2017)
- La legge del numero uno - ftelefilm (2017)
- In punta di piedi - telefilm (2018)
- I bastardi di Pizzofalcone - sèrie de televisió, 6 episodia (2018)
- Il commissario Ricciardi - sèrie de televisió, 6 episodia (2021)
- Un professore - sèrie de televisió, 12 episodia (2021)